# Лилия
Ли́лия (лат. Lílium) — род растений семейства Лилейные (Liliaceae). Многолетние травы, снабжённые луковицами, состоящими из мясистых низовых листьев, расположенных черепитчато, белого, розоватого или желтоватого цвета.

## Ботаническое описание

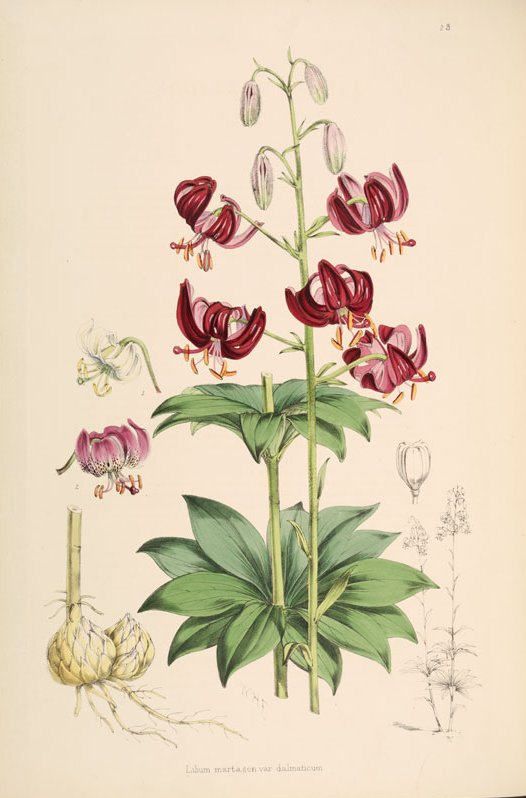
Лилия кудреватая (Lilium martagon). Уолтера Гуда Фитча, в монографии Генри Джон Элвиса: монография рода Lilium; Taylor & Francis, Лондон, 1880

Стебель, являющийся непосредственным продолжением донца луковицы, в основном облиственный, простой или вверху маловетвистый.
Листья, расположенные спиралью или изредка кружками, почти всегда сидячие, только у двух видов снабжены хорошо развитыми черешками и большими яйцевидными, от основания сердцевидными пластинками. В углу последнего низового листа образуется почка, которая, постепенно разрастаясь, превращается в молодую луковицу, расцветающую на следующий год.
После посева из семени лилии уже в первый год образуется маленькая луковичка, которая усиливается и разрастается в течение трёх, четырёх, шести и даже семи лет, не принося цветоносного стебля, и, только получив окончательные размеры, пускает воздушный стебель, приносящий цветки; с этого момента она уже ежегодно пускает всё более и более сильные стебли.
Такая эволюция растения имеет, очевидно, большое значение для садоводства. У некоторых лилий, например, Lilium bulbiferum, Lilium lancifolium, в углах листьев на воздушном стебле образуются мелкие луковички, состоящие из нескольких чешуйчатых мясистых листочков; они пускают корешки и, отваливаясь, укореняются в почве и дают начало новым растениям.
Крупный околоцветник лилии состоит из шести совершенно свободных листочков, сближенных между собой воронкой или почти колокольчиком; верхушки их более или менее отогнуты, а при основании они снабжены щелями, устланными железистой тканью, выделяющей сладкий сок, привлекающий насекомых, способствующих опылению растения. Пыльники прикрепляются со спинок к самой оконечности длинных нитей, а потому они при малейшем движении качаются, что помогает выступанию цветня из боковых, слегка внутренне обращённых продольных щелей, коими эти пыльники раскрываются. Завязь переходит в длинный столбик, заканчивающийся толстым рыльцем, более или менее явно трёхлопастным.
Семяпочек в завязи, а затем и семян в коробчатом плоде много. Плод — ценокарпная трёхгнёздная коробочка. Семена плоские, покрытые бумажистой или плёнчатой кожурой бледного или коричневатого цвета.

## Виды
Род Лилия состоит из более чем 110 видов, распространённых преимущественно в Европе, а также в Азии.
В Северной Америке произрастают: Lilium bolanderi, Lilium canadense, Lilium catesbaei, Lilium columbianum, Lilium Grayi, Lilium humboldtii, Lilium iridollae, Lilium kelleyanum, Lilium kelloggii, Lilium maritimum, Lilium michauxii, Lilium michiganense, Lilium occidentale, Lilium pardalinum, Lilium parryi, Lilium parvum, Lilium philadelphicum, Lilium pyrophilum, Lilium rubescens, Lilium superbum и Lilium washingtonianum.
В России насчитывается до 16 видов, из которых в Европейской части России, почти до широты Казани, а в Сибири до самой Камчатки, распространена лилия саранка (Lilium martagon L.), называемая в садоводстве царскими кудрями. Облиственный, довольно высокий стебель несёт несколько крупных, поникших цветов мутно-розового цвета, без аромата и с сильно отвороченными покроволистиками. Луковица растения употребляется в пищу, а в садах она давно разводится и засевается сама собой, держась в рощах. Кроме этого вида, в Европейской части России можно также обнаружить вид лилия опушённая (Lilium pilosiusculum (Freyn) Miscz.).
На Кавказе произрастают: Lilium candidum (лилия белоснежная), Lilium kesselringianum (лилия Кессельринга), Lilium monadelphum (лилия однобратственная), Lilium sovitianum с ароматными золотисто-жёлтыми цветами и Lilium pyrenaicum (лилия пиренейская).
В Сибири: Lilium tenuifolium Fisch., Lilium spectabile Link и  Lilium pulchellum Fisch.
Луковицы всех этих лилий могут употребляться и отчасти употребляются в пищу.

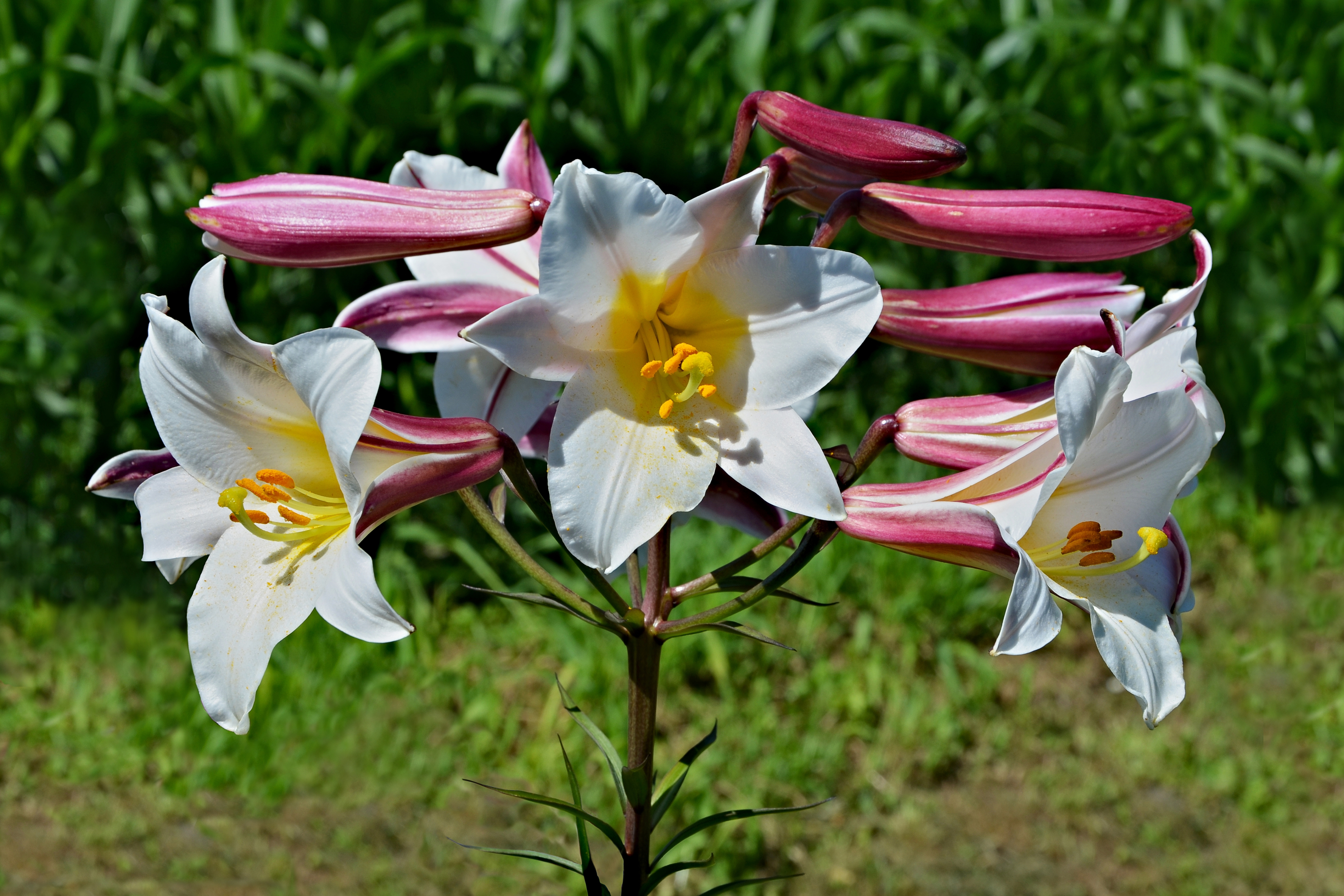
Лилия царственная (Lilium regale)
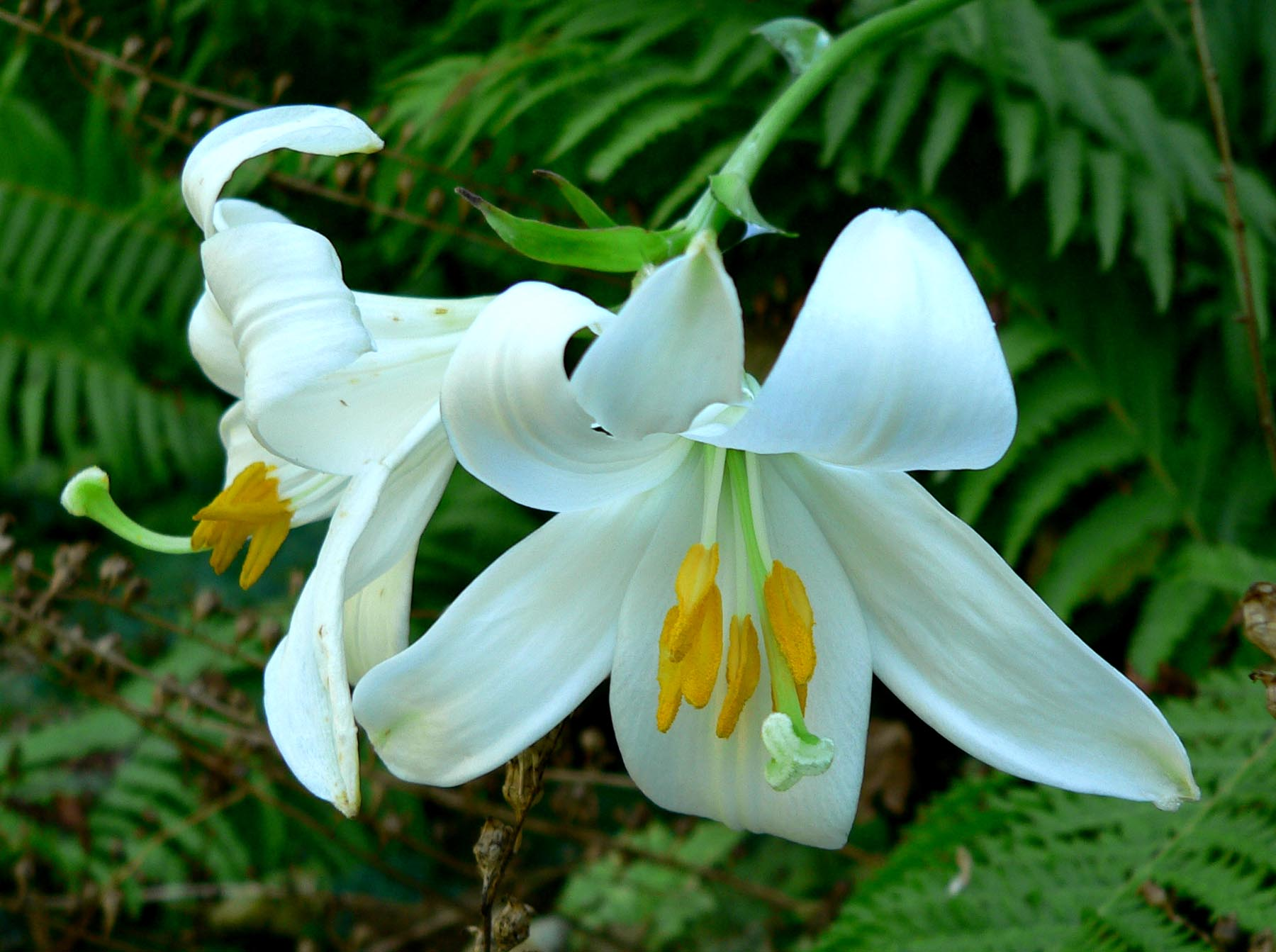
Лилия белоснежная (Lilium candidum)
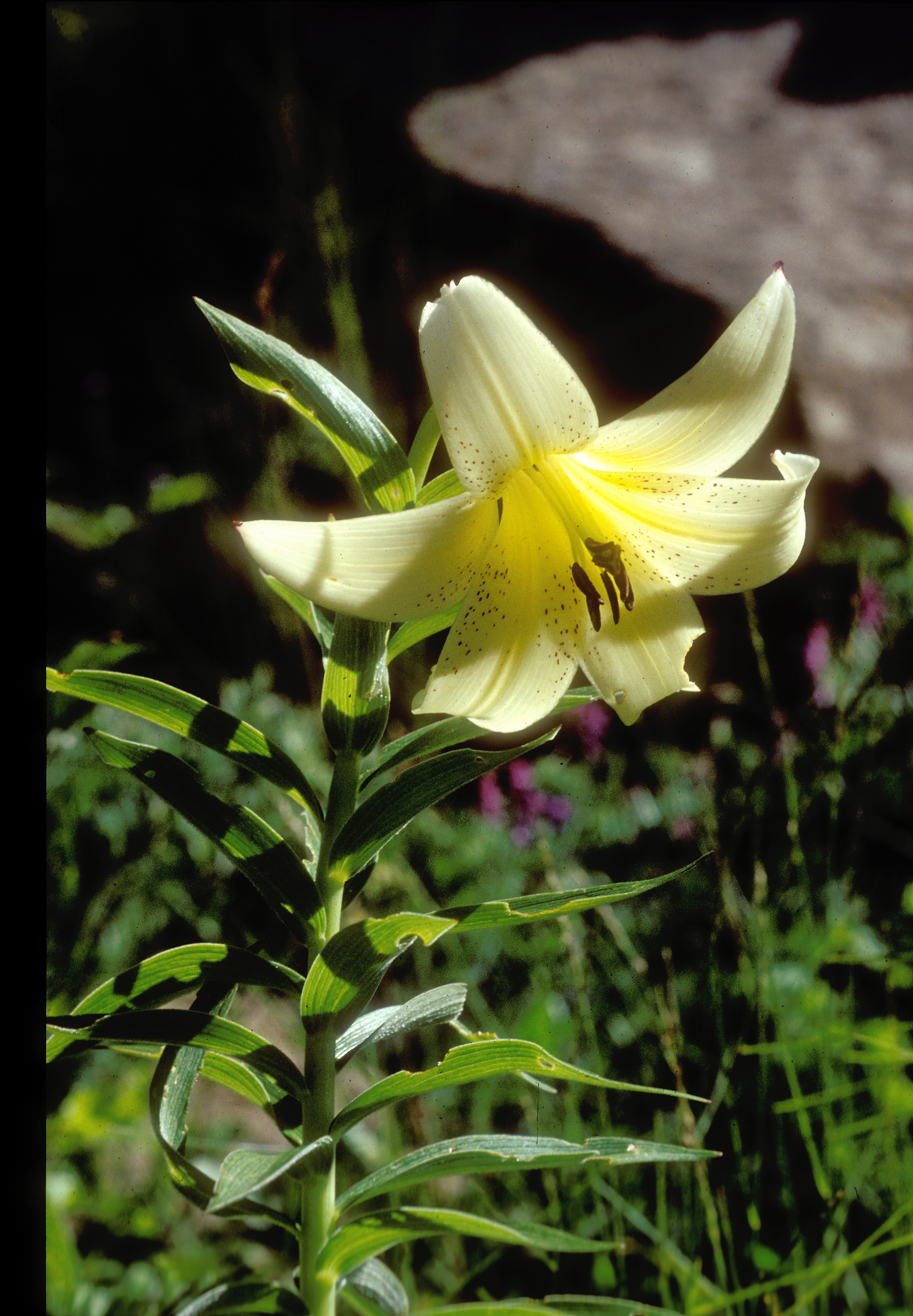
Лилия армянская (Lilium armenum)
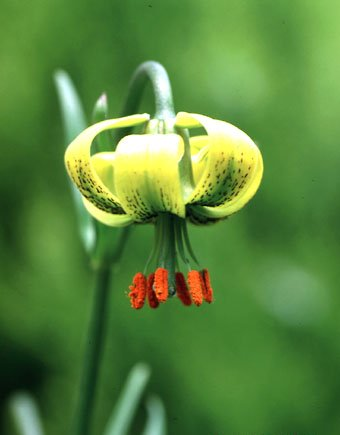
Лилия пиренейская (Lilium pyrenaicum)
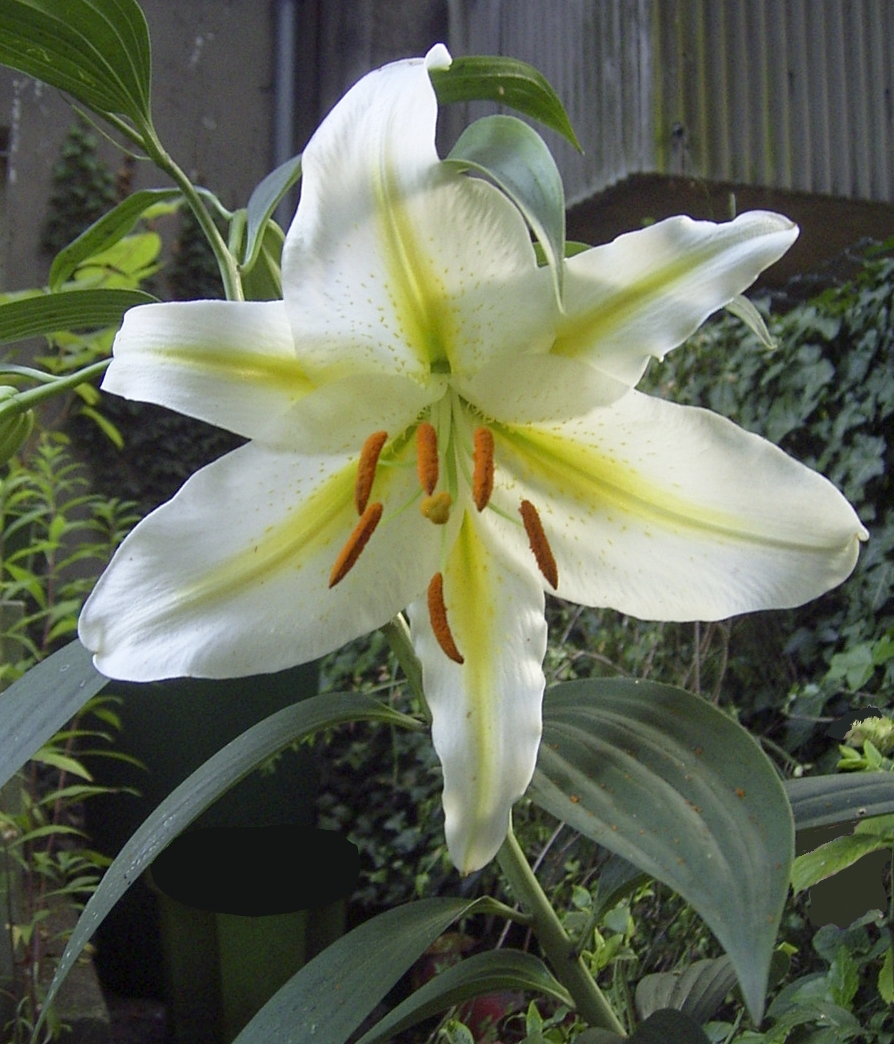
Лилия золотистая (Lilium auratum)
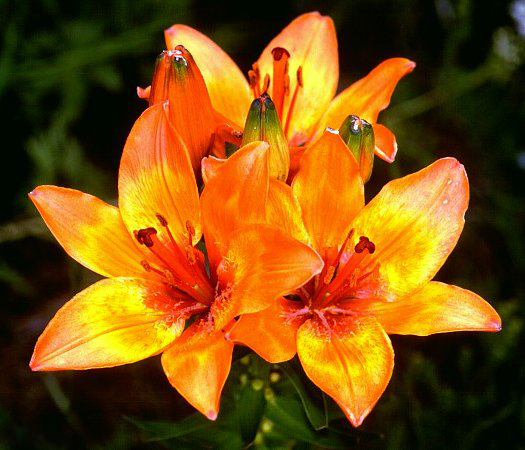
Лилия луковиценосная (Lilium bulbiferum)
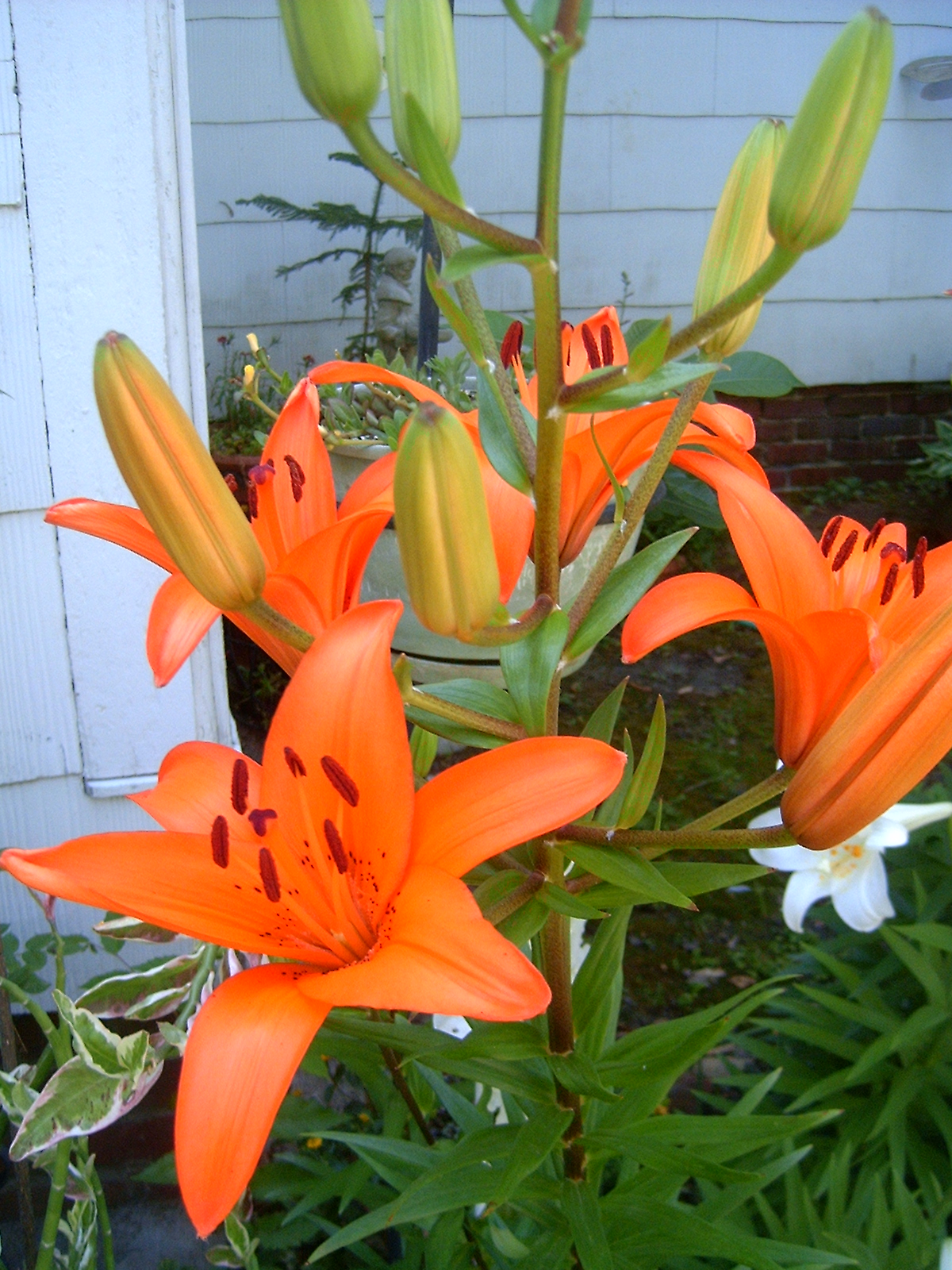
Оранжевые лилии
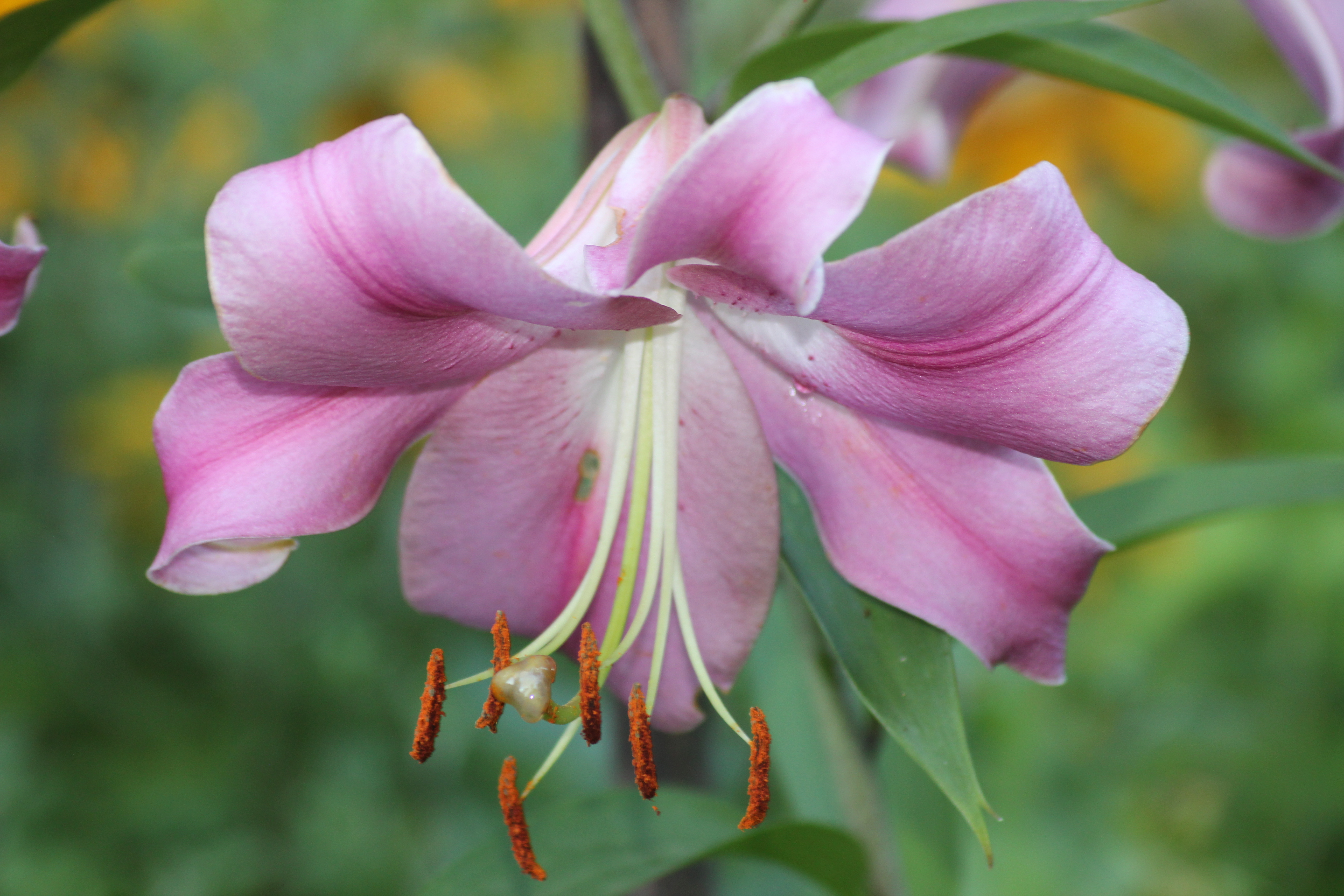
Lilium 'Anastasia'

## Классификация
В русскоязычной научной ботанической литературе обычно используется классификация, предложенная в 1990 году Барановой М. В.
Род Lilium L. включает в себя более 130 видов, которые подразделяются на 11 секций:
- Секция  sect. Lilium (L. candidum L.)
- Секция Eurolirium M.Baranova
- Секция Martagon Duby: L. martagon subsp. pilosiusculum (Freyn) lljin ex B. Fedtsch. — л. кудреватая подвид слабоволосистый, L. hansonii Leichtl. ex D.T.Moore — л. Хансона.
- Секция Pseudomartagon (Waugh) M. Baranova.
- Секция Archelirion (Baker) Wilson: L. henryi Baker — л. Генри.
- Секция Regalia M. Baranova: L. regale Wils. — л. королевская.
- Секция Sinomartagon Comber: L. amabile hort. — л. приятная, L. davidii Duchartre — л. Давида, L. lancifolium Thunb. — л. ланцетолистная, или тигровая, L. pumilum Delile — л. карликовая.
- Секция Sinolirium Vrishcz: L. buschianum Lodd. — л. Буша.
- Секция Pseudolirium Wilson: L. pensylvanicum Ker-Gawl. — л. пенсильванская, или даурская.
- Секция Nepalensia M. Baranova
- Секция Lophophora (Burea et Franch.) Wang et Tang

Помимо ботанической классификации, на практике большое распространение получила классификация, предложенная американским селекционером Яном де Графом в 1962 году в журнале «Popular Gardening». В 1997 году классификация была пересмотрена классификационным комитетом Североамериканского общества лилиеводов, обсуждена и принята на международной конференции по лилиям в Тасмании.

### Международная классификация гибридных лилий
Международная классификация гибридных лилий в настоящее время включает в себя около десяти тысяч сортов. В зависимости от происхождения все сорта лилий подразделяются на десять основных разделов.
1. Азиатские гибриды (Asiatic hybrids) — гибриды, полученные от следующих видов и их сортов: л. бульбоносная (L. bulbiferum), л. Вильсона (L. wilsonii), Л. Давида (L. davidii), л. даурская (L. dauricum), л. карликовая (L. pumilum), л. ланконгская (L. lankongense), л. Лейхтлина (L. leichtlinii), л. мозолистая (L. callosum), л. одноцветная (L. concolor), л. поникающая (L. cernuum), л. приятная (L. amabile), л. тигровая (L. tigrinum).
  - 1a (также известная как la или LA) — с цветками, направленными вверх;
  - 1в — с цветками, направленными в стороны;
  - 1с — с цветками, направленными вниз.
2. Гибриды Кудреватые (Martagon hybrids) — гибриды, происходящие от следующих видов и их сортов: л. Хансона (L. hansonii), л. кудреватая (L. martagon), л. медеоловидная (L. medeoloides), л. циндавская (L. tzingtauense).
3. Гибриды Белоснежные (Candidum hybrids) — гибриды, происходящие от следующих видов и их сортов: л. белоснежная (L. candidum), л. хальцедонская (L. chalcedonicum), л. однобратственная (L. monadelphum) и других европейских видов.
4. Гибриды Американские (American hybrids) — гибриды, полученные от североамериканских видов: л. леопардовой (L. pardallinum), л. Боландера (L. bolanderi), л. Гумбольдта (L. humbodtii), л. Келлога (L. kellogii), л. Пари (L. parryi).
5. Гибриды Длинноцветковые (Longiflorum hybrids) — гибриды, происходящие от л. длинноцветковой (L. longiflorum), л. формозской (L. formosanum), л. филиппинской (L. philippinense).
6. Гибриды Трубчатые и Орлеанские (Trumpet and Aurelian hybrids) — гибриды, полученные от лилии королевской (L. regale), л. серно-жёлтой (L. sulphureum), л. Саржента (L. sargentiae), л. Генри (L. henryi).
  - 6а — с цветками, направленными вверх;
  - 6в — с цветками, направленными в стороны;
  - 6с — с цветками, направленными вниз.
7. Гибриды Восточные (Oriental hybrids) — гибриды, происходящие от л. золотистой (L. auratum), л. прекрасной (L. speciosum), л. японской (L. japonicum), л. красноватой (L. rubellum), л. благороднейшей (L. nobilissimum).
  - 7а — с цветками, направленными вверх;
  - 7в — с цветками, направленными в стороны;
  - 7с — с цветками, направленными вниз.
8. Гибриды между лилиями 1, 5, 6 и 7 разделов, преимущественно Лонгифлорум-Азиатикум (ЛА) и Ориенталь-Трубчатые (ОТ).
9. Все дикорастущие виды лилий и их разновидности.
10. Разнообразные гибриды, не вошедшие в предыдущие разделы[5].

## Хозяйственное значение и применение
Лилия применяется в парфюмерной промышленности. В пособии для средних специальных учебных заведений, составленном Т. А. Мельниченко, утверждается, что аромат лилии «помогает избежать стрессов».
Некоторые разновидности лилий являются ядовитыми, ядовиты пыльца и сок.
В Сибири и на Дальнем Востоке употребляют в пищу луковицы лилии даурской, двурядной, красивенькой, овсяной. Лилия Лейхтлина культивируется в Японии как овощ.

## Виды лилий, выращиваемые в культуре
В садах выращиваются до 30 видов и множество сортов и культиваров. Большинство из них удаётся возделывать на открытом воздухе в средней Европе, а отчасти и в России. Некоторые же, способные в средней Германии (например, в Саксонии) выдерживать зиму, должны в России подвергаться на зиму тщательному прикрытию, такова, например, японская лилия, Lilium lancifolium, которая и в Германии требует нередко прикрытия на зиму. Эта лилия с бело-розовыми ароматными цветами, испещрёнными карминовыми пятнышками, лучше всего удаётся в России в горшках или ящиках. То же можно сказать о золотистой лилии (Lilium auratum), считающейся красивейшей из лилий. Обе из Японии и Кореи.
Ещё более чувствительна гигантская лилия (Lilium giganteum) из Непала, стебли которой, покрытые широкими черешчатыми листьями, бывают иногда в 3 м высоты, а ароматные, почти колокольчатые цветы длиной от 16 до 18 см, белого с зелёным отливом снаружи, фиолетового внутри. Луковицы её бывают величиной почти с человеческую голову.
Обыкновенная белая лилия тоже требует зимнего покрова. Вполне выдерживают российскую зиму вышеназванные сибирские, а также тигровая (Lilium tigrinum), Lilium bulbiferum и пр., но не кавказские лилии, которые довольно нежны.

### Некоторые сорта
Регистрацией сортов лилий занимается Королевское садоводческое общество.
- 'Anastasia'
- 'Cassandra'
- 'Conca d’Or'
- 'Dizzy'
- 'Donato'
- 'Dreamweaver'
- 'Golden Splendor'
- 'Honeymoon'
- 'Miss Feya'
- 'Pink Brilliant'
- 'Robina'
- 'Sweet Surrender'
- 'White Twinkle'
- 'Zanlotriumph'

## Размножение
Одним из способов вегетативного размножения лилий является размножение чешуями луковиц. Чешуями можно размножить почти все лилии, за исключением Lilium callosum, Lilium cernum, Lilium pulchellum, имеющих очень мелкие луковицы, от которых сложно отделить больше 2—3 чешуй. Рекомендуемое время размножения чешуями: период цветения или сразу же после цветения. Но на практике чаще всего чешуями луковиц лилии размножают осенью (в сентябре, октябре), когда заканчивается вегетационный период и производится пересадка. Обычно чешуи обламывают до половины луковицы, а в случае необходимости отщипывают до конца, а само донце используют как черенок. Место излома рекомендуется тщательно посыпать порошком древесного угля или порошком ТМДТ. Из здоровых наружных чешуй развиваются 2 или 3 луковички-детки. Чешуи лилий высаживают в ящики для рассады, в почвенную смесь (2 части лиственного перегноя, 2 части торфа и 1 часть гравия) толщиной 2—3 см. Поверх этой смеси насыпают 3—4 сантиметровый слой гравия. Чешуи погружают в грунт на 2/3. Нижний конец чешуи должен находиться в гравии.
Проращивание чешуй производится при температуре 20—25 °С. Субстрат должен быть слегка влажным. Надпочвенную часть луковиц рекомендуют засыпать мелким просеянным торфом или сфагнумом. До появления первых листочков свет не нужен. Луковички-детки на чешуях образуются за 4—12 недель, в зависимости от вида лилии, или в зависимости от происхождения сорта. При низких температурах развитие может задержаться до 20 недель. После образования листочков, луковички-детки отделяют от чешуй и пикируют в ящики с 6—8 сантиметровым слоем почвы. Хорошо сохранившиеся чешуи после отделения луковичек-деток можно использовать повторно. Лилии, размноженные чешуями луковиц, зацветают на второй-третий год.

## Болезни и вредители
Зелёную часть растений повреждают 15 видов тли, трещалки лилейной и трещалки луковой. Луковицы страдают от корневого луковичного клеща, а также от луковичной мухи-журчалки, медведок, проволочника. Кроме того, существует также ряд вирусных заболеваний, которые могут привести к гибели растений.

## Фитотоксичность
Многие виды лилий являются токсичными для кошек. Поедание или слизывание пыльцы с шерсти может вызвать смерть животного вследствие острой почечной недостаточности. Хотя и менее типично, панкреатическая дегенерация и панкреатит также могут возникнуть у некоторых кошек поэтому ветеринары должны рассматривать панкреатит как возможный исход воздействия Lilium. Кошки часто поедают листья и цветы этих растений. Употребление небольшого количества, такого как один или два листа или один целый цветок, может вызвать токсикоз у кошек. У собак не развиваются нефротоксические признаки после воздействия, но легкие желудочно-кишечные признаки были описаны при воздействии больших доз.
Токсичные соединения лилий представлены различными стероидными гликоалкалоидами (SGA) и стероидными сапонинами. Активные соединения находятся в водном экстракте растительного материала. Стероидные гликоалкалоиды являются основными цитотоксическими составляющими экстракта растени, в то время как другие токсины, как полагают, вызывают повреждение поджелудочной железы. 
Согласно данным Миланского центра контроля отравлений, Lilium spp. являются одними из наиболее часто вовлеченных растений в случаях отравления животных в Италии. 

## В культуре

### Лилия в Библии
Лилия — библейский термин (ивр. שושנה‎ в иудейском Ветхом Завете; др.-греч. κρίνον — в греческой Септуагинте, лат. lilium — в латинской Вульгате). Мнение, что «שושנה» — роза, как Лютер передает это слово почти везде в Библии, неверно, так как это растение, по всей вероятности, стали культивировать в Палестине только в персидский или даже греческий период. Однако для точного определения растения «שושנה» в Библии нет достаточных данных.
Особенно часто это название встречается в Песни Песней: с этим растением сравнивается женская грудь (Песн. 4:5) и губы (Песн. 5:13), что указывает на то, что встречались цветы «שושנים» белого и красного цвета. Но по Тристраму, в Палестине росла только так называемая красная сарана (лат. Lilium chalcedonicum), а пo Буассье , там встречается только белая лилия (Lilium candidum). Некоторые исследователи полагали, что под «שושנה» подразумевалась лютик (Anemone coronaria), а по Лагарду, «שושנה», как и египетское слово, означало лотос, и что именно это растение имеется в виду при описании архитектурных украшений в храме.
Красоту лилий восхвалял Иисус Христос и ставил её выше всех великолепных одежд Соломона. Полевые лилии обыкновенно цветут в Галилее в апреле и мае, — сезон года, в который, как полагают, и была произнесена Им Нагорная проповедь, с упоминанием между прочим и о красоте лилий: «Посмотрите на полевые лилии, как они растут: ни трудятся, ни прядут. Но говорю вам, что и Соломон во всей славе своей не одевался так как всякая из них» (Мф. 6:28—29). Кроме красоты цветка упомянут в Библии и их душистый, приятный запах: «Цветите как лилия, распространяйте благовоние и пойте песнь» (Сирах. 39:18).

### Элемент орнамента и символики
Лилия часто служила древним художникам образцом для их художественных произведений и орнаментов, как например в храме Соломоновом, медном море, и т. п.
При Давиде наподобие лилии изготавливались музыкальные инструменты, называемые евреями словом «шоман» или «шушан», то есть лилия (Пс. 44; Пс. 59 и пр.). Древнейший город мира Сузы (Шушан, ивр. שושן‎) был центром области Сузианы. Оба названия восходят к лилии: они назывались так по обилию растущих лилийных растений.
Геральдическая лилия (королевская, бурбонская, флёр-де-лис) входит в четвёрку самых популярных знаков в геральдике, наряду с крестом, орлом и львом. Изначальный символ Непорочной Девы, лилия к концу средних веков стала во Франции эмблемой королевской власти.
На викторианском языке цветов лилии изображают любовь, пылкость и привязанность к вашим близким, в то время как оранжевые лилии символизируют счастье, любовь и тепло.

### Имена
- Лилия — женское имя
- Сусанна — женское имя еврейского происхождения, в переводе «водяная лилия» (кувшинка).

### В современной культуре
- The Tiger Lillies

## В астрономии
В честь лилии назван астероид (1092) Лилиум, открытый в 1924 году немецким астрономом Карлом Райнмутом в Гейдельбергской обсерватории.